# Jałówka (gmina Sokółka)
Jałówka – wieś w Polsce, położona w województwie podlaskim, w powiecie sokólskim, w gminie Sokółka.
| SIMC    | Nazwa      | Rodzaj  |
| ------- | ---------- | ------- |
| 0040146 | Podjałówka | kolonia |

W latach 1975–1998 wieś należała administracyjnie do województwa białostockiego.
Według danych z 2011 roku miejscowość zamieszkiwało 100 osób.
Wierni kościoła rzymskokatolickiego należą do parafii Najświętszego Serca Pana Jezusa w Rozedrance Starej.